# 김수학 (법조인)
김수학(金洙學, 1954년 3월 17일 ~)는 제38대 대구고등법원장 등을 역임한 법조인이다.

## 생애
1954년 3월 17일에 대구광역시에서 태어난 김수학은 경북고등학교와 서울대학교 법학과를 졸업하고 1977년에 치러진 제19회 사법시험에 합격하여 사법연수원 9기를 수료했다.
1982년 대구지방법원 김천지원 판사로 임용돼 대구지방법원. 대구고등법원에서 판사를 하다가 대구지방법원 김천지원장을 거쳐 2005년 대구지방법원 특별부와 2006년 대구고등법원 파산부에서 수석부장판사를 지냈다.
대구지방법원 김천지원과 포항지원에서 지원장을 했던 경력이 있는 김수학은 2008년에 법원장으로 승진하여 울산지방법원, 대구지방법원, 대구고등법원에서 법원장을 하다가 2011년 2월에 공직에서 물러나 법무법인 중원에서 고문 변호사를 하였다.

## 주요 판결
- 대구지방법원 김천지원 합의부 재판장으로 재직하던 1995년 9월 18일에 대한민국 제1회 지방선거에서 민자당 후보를 "돈을 주고 공천을 받았다"는 등의 허위사실을 수 차례 유포한 김천시장 박팔용에 대해 "특별한 전과가 없어 벌금형을 선고한다"며 벌금 500만원을 선고했다.[2]